# Fazio degli Uberti
Pour les articles homonymes, voir Uberti (homonymie).
Bonifacio, ou Fazio degli Uberti est un écrivain et poète italien du Moyen Âge.

## Biographie
Petit-fils de Farinata degli Uberti, fut dès sa naissance enveloppé dans les malheurs qui pesèrent sur sa famille. Gibelin et proscrit, il se flatta de partager la gloire du Dante et donna une description poétique de la terre, à peu près comme le chantre de Béatrix avait rendu compte de son triple et mystérieux voyage. Son poème, intitulé Dittamondo (les dicts du monde), est divisé en six livres, qui se subdivisent en un nombre inégal de chapitres. L’auteur s’était proposé de parcourir les trois parties de la terre connues de son temps ; mais prévenu par la mort, il ne put qu’effleurer son sujet et ne laissa qu’un aperçu sur l’Italie, la Grèce et l’Asie. Il crut rehausser le mérite de son ouvrage en le parsemant de citations tirées de Pline l'Ancien, de Tite-Live, de Paul Orose, d’Eutrope, de Justin, de l’Écriture sainte, etc. En rêvant, voyageant et s égarant comme le Dante, il rencontre Solin, auquel il fait le plus d’emprunts, et qui remplit dans son poème le même rôle que Virgile joue dans la Divine Comédie. Mais tant de précautions pour se rapprocher d’un grand modèle ne produisirent qu’une mauvaise copie. Les deux premières éditions du Dittamondo, publiées en 1474 et en 1501, fourmillent de fautes qu’on n’a point évitées dans le Parnasse italien, où ce poème a été inséré. Biscioni, Bottari, Pier Caterino Zeno travaillèrent en vain à les faire disparaître. Giulio Perticari, dans son enthousiasme pour les écrivains italiens du 14e siècle, osa braver l’ennui de cette tâche, et ses variantes ont été publiées par Vincenzo Monti, dans le dernier volume de sa Proposta (Appendix, IV, pag. CCIX). Ces corrections, dont on a déjà profité pour une nouvelle édition du Dittamondo (Milan, 1826, in-12) remplissent trente-sept grandes pages in-8°, qui n’ont pas suffi pour épurer le texte, et Monti croit impossible qu’on parvienne à le rétablir. Perticari en était convenu lui-même, et il avait fini par avouer que ce poème ne méritait pas les honneurs de la réimpression. Monti, en renchérissant sur le jugement de son gendre, ajoute : « que le Dittamondo, devenu célèbre par les suffrages des académiciens de la Crusca, n’est qu’une pitoyable rapsodie de noms, de faits et de contes ridicules, présentés sans grâce et sans art, bien au-dessous de sa réputation comme poème, et ne rachetant point ses défauts de style par l’importance de ses renseignements historiques et géographiques. » Uberti passa ses dernières années dans la plus grande détresse. Dans une de ses Chansons, il se livre à des plaintes amères sur sa destinée. « En sortant du sein de ma mère, dit-il, la pauvreté vint s’asseoir auprès de moi et me prédit qu’elle ne me quitterait plus. Cette prédiction ne s’est que trop accomplie. » Il mourut à Vérone, peu après l’année 1367. Quelques-unes de ses poésies furent recueillies par Leone Allacci, d’autres parurent à la suite de la Bella Mano, de Giusto de’ Conti, Paris, 1595, in-12, et dans un recueil de poésies toscanes publié par Ph. Giunta, Florence, 1527, in-8°.

## Œuvres
- Fazio degli Uberti, Il Dittamondo e le Rime, éd. G. Corsi, Bari, 1952.